# Coupe de 1895
 (août 2025).
La Coupe de 1895  est une compétition de rugby à XIII à élimination directe, fondée en 2018 en Angleterre et régie par la Rugby Football League. La compétition est  anglaise avec l'inclusion des clubs disputant les championnats  le Rugby Football League Championship et la League 1 (deuxième division).
Sa première édition se déroule en 2019. Sa finale se déroule au Stade de Wembley, et voit la victoire des Aigles de Sheffield.

## Histoire
Le nom de cette coupe, qui apparait en 2018, (1895 Cup en anglais) est une référence à l'année 1895 qui marque la naissance officielle du rugby à XIII, puisque ce dernier est né à Huddersfield, dans le Yorkshire en 1895 d'une sécession au sein de la Rugby Football Union.
Le tournoi trouve son origine à la fois dans l'idée d'élargir le partenariat avec le stade de Wembley, qui est devenu le lieu permanent pour la finale de la Coupe d'Angleterre de rugby à XIII , mais aussi dans celle de rendre hommage aux clubs traditionnels du rugby à XIII en Angleterre, en particulier si ceux-ci n'ont jamais atteint le plus haut niveau à savoir la Superleague.
Il s'agit en effet de marquer le quatre vingt dixième anniversaire de la délocalisation de la finale de la Coupe d'Angleterre à Wembley (première finale en 1929) et de donner une deuxième chance aux clubs de disputer la finale d'une compétition dans le stade londonien mythique.
Cette nouvelle coupe semble soulever l’enthousiasme des professionnels du ballon ovale, notamment l'entraineur de Bradford , John Kear qui qualifie la nouvelle d'« extraordinaire »  puisqu'elle va permettre à plus d'équipes d’accéder au « rêve de Wembley » . Keith Senior, coach assistant des Sheffield Eagles , soutient également l'arrivée de cette nouvelle compétition et parle même de « conte de fée »  pour l'équipe qui parviendra en finale.
En 2019, il est annoncé que le vainqueur de cette coupe ne recevra pas de dotation financière.

## Fonctionnement
Le fonctionnement devrait être calqué sur celui de la coupe d'Angleterre, et le calendrier est communiqué en même temps que celui du Championship.
Les douze clubs de première division (ou Championship) et quatre clubs de League One disputent la compétition, avec une finale prévue en été (le 24 aout 2018 pour la première édition, soit le même jour que la finale de la Coupe d'Angleterre).
En 2019, le choix des organisateurs est de faire jouer la finale de cette coupe, après une autre finale : celle de la Coupe d'Angleterre de rugby à XIII : le résultat est qu'une partie des spectateurs a quitté le stade de Wembley quand le coup d'envoi est sifflé.

## Palmarès
| N° | Année | Champion                                       | Score                                          | Finaliste                                      | Lieu                                           | Affluence                                      |
| -- | ----- | ---------------------------------------------- | ---------------------------------------------- | ---------------------------------------------- | ---------------------------------------------- | ---------------------------------------------- |
| 1  | 2019  | Sheffield Eagles                               | 39 - 18                                        | Widnes Vikings                                 | Wembley Stadium                                | 62 717                                         |
| -  | 2020  | Annulé en raison de la pandémie de coronavirus | Annulé en raison de la pandémie de coronavirus | Annulé en raison de la pandémie de coronavirus | Annulé en raison de la pandémie de coronavirus | Annulé en raison de la pandémie de coronavirus |
| 2  | 2021  | Featherstone Rovers                            | 41 - 34                                        | York City Knights                              | Wembley Stadium                                | 40 000                                         |
| 3  | 2022  | Leigh Centurions                               | 30 - 16                                        | Featherstone Rovers                            | Tottenham Hotspur Stadium                      | 4 350                                          |
| 4  | 2023  | Halifax Panthers                               | 12 - 10                                        | Batley Bulldogs                                | Wembley Stadium                                | 58 213                                         |
| 5  | 2024  | Wakefield Trinity                              | 50 - 6                                         | Sheffield Eagles                               | Wembley Stadium                                | 64 845                                         |